# Pierre Vimont
Pierre Vimont, né le 15 juin 1949, est un diplomate français qui a notamment été directeur du cabinet du ministre des Affaires étrangères, ambassadeur de France aux États-Unis et secrétaire général exécutif du Service européen pour l'action extérieure.

## Biographie

### Jeunesse et études
Pierre Vimont est licencié en droit et diplômé de l'Institut d'études politiques de Paris. Il est ancien élève de l'École nationale d'administration (promotion « André Malraux », 1977). Il a été élevé à la dignité d'ambassadeur de France en 2009.

### Carrière
Pierre Vimont étudie à l'École nationale d'administration de 1975 à 1977. Il devient deuxième secrétaire, puis premier secrétaire à l'ambassade de France à Londres entre 1977 et 1981. Il travaille ensuite à l'administration centrale (Information et presse) jusqu'en 1985, puis à l'Institut pour les études des problèmes de sécurité est-ouest à New York jusqu'en 1986. Il est deuxième conseiller à la représentation permanente de la France auprès des Communautés européennes à Bruxelles les quatre années suivantes.
Il travaille à l'administration centrale en tant que directeur du cabinet d'Élisabeth Guigou, ministre déléguée aux Affaires européennes (gouvernement Rocard) entre 1990 et 1991. Entre 1993 et 1996, il est directeur du développement et de la coopération scientifique, technique et éducative, puis de la coopération scientifique et technique. Il devient ensuite directeur général adjoint des relations culturelles, scientifiques et techniques en 1996 jusqu'en 1997, puis directeur de la coopération européenne aux affaires européennes et économiques jusqu'en 1999. Il est nommé ambassadeur, représentant permanent de la France auprès de l'Union européenne à Bruxelles entre 1999 et 2002.
Pierre Vimont est directeur du cabinet des ministres des Affaires étrangères de Jacques Chirac (Dominique de Villepin, Michel Barnier, Philippe Douste-Blazy) entre 2002 et 2007. Il est ensuite nommé ambassadeur de France aux États-Unis entre 2007 et 2010, puis secrétaire général exécutif du Service européen pour l'action extérieure de 2010 à 2015. Il est depuis 2016 médiateur du ministère des Affaires étrangères.
À l'occasion de l'élection présidentielle de 2017, il fait partie des 60 diplomates qui apportent leur soutien à Emmanuel Macron.

## Distinctions
- Commandeur de la Légion d'honneur (depuis le 14 juillet 2015[6]).
- Chevalier de l'ordre national du Mérite (date inconnue).
- Grand officier de l'ordre de Léopold (Belgique, 2015)[7].

## Médias
Il a inspiré le personnage de Claude Maupas dans la bande dessinée Quai d'Orsay de Christophe Blain et Abel Lanzac, (bande dessinée scénarisée par un collaborateur direct de Dominique de Villepin, qui prend ici le nom Alexandre Taillard de Vorms, publiée en 2010 aux éditions Dargaud). Le personnage a ensuite été interprété par Niels Arestrup dans l'adaptation filmique réalisée par Bertrand Tavernier.